# Landkreis Elbe-Elster
Der Landkreis Elbe-Elster (niedersorbisch wokrejs Łobjo-Halšter) ist ein Landkreis im Süden des Landes Brandenburg. Er markiert das Elbe-Elster-Land und einen Teil der Niederlausitz. Die nördlichen Kreisteile, hier insbesondere die Stadt Schönewalde, haben noch Anteile am Fläming.

## Geografie
Der Kreis liegt im Süden Brandenburgs. Neben dem Landkreis Prignitz ist er der einzige brandenburgische Kreis, der (mit der Stadt Mühlberg) an der Elbe liegt. Die beiden anderen namensgebenden Flüsse sind Schwarze Elster, die durch den Süden und Westen des Landkreises fließt, und die Kleine Elster, die den Landkreis von Nordost nach Südwest mittig durchquert.
Nachbarkreise sind im Nordwesten der sachsen-anhaltische Landkreis Wittenberg, im Norden die Landkreise Teltow-Fläming und Dahme-Spreewald, im Osten der Landkreis Oberspreewald-Lausitz, im Süden der sächsische Landkreis Meißen und im Westen der Landkreis Nordsachsen.
Der Landkreis kann geografisch in drei Teile gegliedert werden:
- das Elbe-Elster-Land im Westen und Süden
- den westlichen Teil der Niederlausitz im Osten und in der Mitte
- den Südrand des Niederen Fläming im äußersten Norden

Das Elbe-Elster-Land wird von den beiden namensgebenden Flüssen, mit all ihren Fließen und Nebenflüssen, relativ scharf als ausgeprägtes Tiefland vom restlichen Landkreis abgegrenzt. Südöstlich von Schlieben beginnt mit den Kreisteilen Doberlug-Kirchhain und Finsterwalde der westliche Teil der Niederlausitz. Die Orte nördlich des Schweinitzer Fließ werden noch direkt zum Fläming gezählt, während die südlicheren Auszüge noch weiter ins Land hinein reichen und die Dörfer kulturhistorisch prägen. Genannt sind hier insbesondere die Gebiete der Stadt Schönewalde und die nördlichen Gemeinden im Amt Schlieben.
Die Gesamtfläche des Kreisgebietes beträgt 1899 km², davon werden 972 km² landwirtschaftlich, 673 km² waldwirtschaftlich, und 66 km² als Gebäude- und Freifläche genutzt (mit Stand vom 31. Dezember 2005). Die geografische Mitte des Landkreises liegt nördlich von Tröbitz, wurde 2011 bestimmt und mit einer Säule nahe der Mitte bei 51°36'51,0" N – 13°25'32,6" O markiert.

## Gemeinden
→ Siehe auch: Liste der Orte im Landkreis Elbe-Elster
Nach der Gemeindegebietsreform 2003 umfasst der Landkreis noch 33 Gemeinden, darunter elf Städte. In Klammern die Einwohnerzahlen am 31. Dezember 2024
| Amtsfreie Städte 1. Doberlug-Kirchhain (8438) 2. Elsterwerda (7663) 3. Finsterwalde (15.496) 4. Herzberg (Elster) (8732) 5. Schönewalde (2899) 6. Sonnewalde (3120) Weitere amtsfreie Gemeinde 1. Röderland (3618) Verbandsgemeinde und zugehörige Gemeinden (Sitz der Verbandsverwaltung *) - Liebenwerda (23.183) 1. Bad Liebenwerda, Stadt * (8899) 2. Falkenberg/Elster, Stadt (6070) 3. Mühlberg/Elbe, Stadt (3309) 4. Uebigau-Wahrenbrück, Stadt (4905) | Ämter und zugehörige Gemeinden (Sitz der Amtsverwaltung *) 1. Elsterland (4322) 1. Heideland (461) 2. Rückersdorf (1360) 3. Schilda (419) 4. Schönborn * (1455) 5. Tröbitz (627) 2. Kleine Elster (Niederlausitz) (5289) 1. Crinitz (1127) 2. Lichterfeld-Schacksdorf (880) 3. Massen-Niederlausitz * (1890) 4. Sallgast (1392) 3. Plessa (5796) 1. Gorden-Staupitz (929) 2. Hohenleipisch (1857) 3. Plessa * (2500) 4. Schraden (510) | 4. Schlieben (5128) 1. Fichtwald (592) 2. Hohenbucko (620) 3. Kremitzaue (779) 4. Lebusa (793) 5. Schlieben, Stadt * (2344) 5. Schradenland (4283) 1. Gröden * (1309) 2. Großthiemig (981) 3. Hirschfeld (1173) 4. Merzdorf (820) |

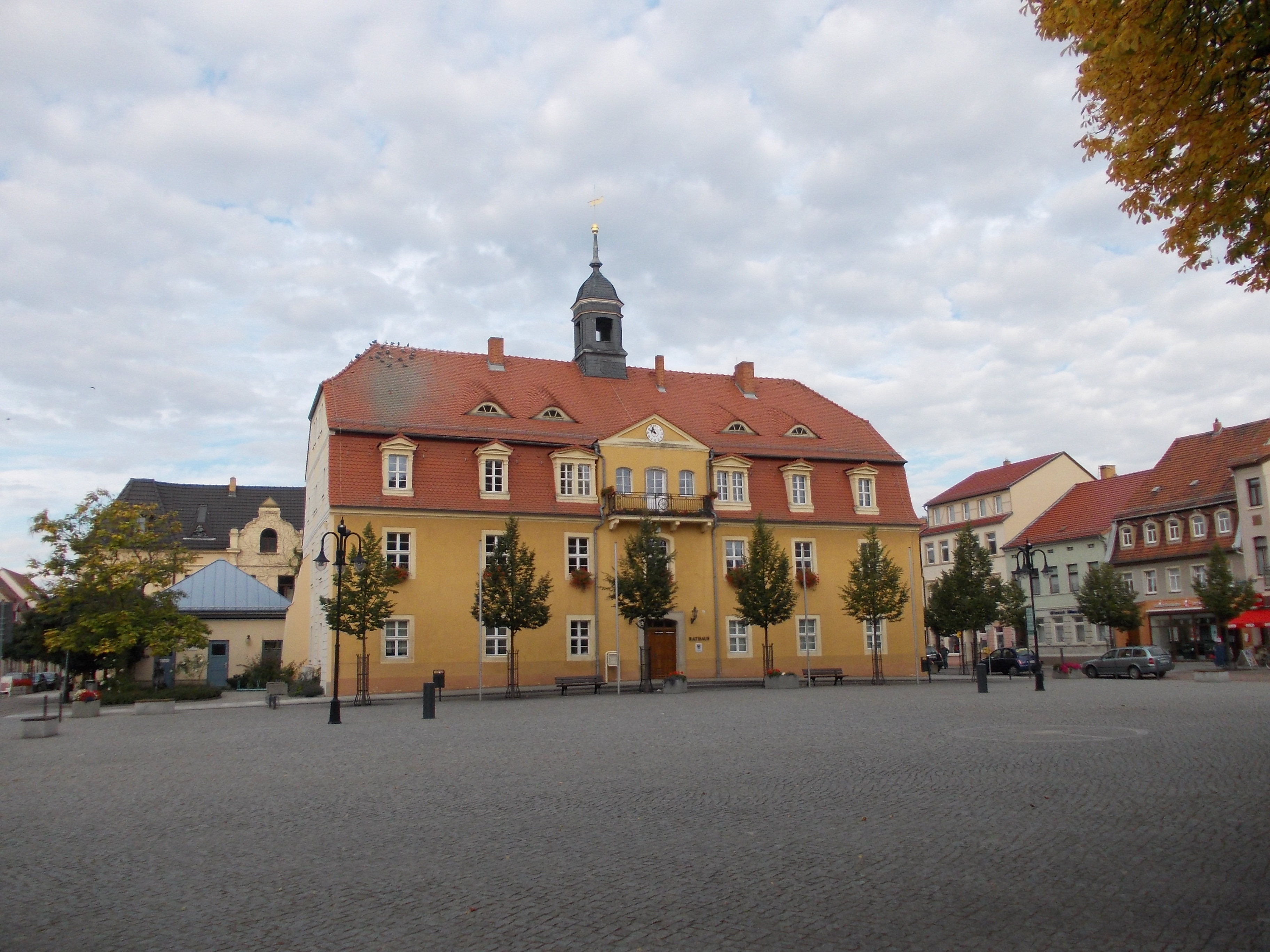
Bad Liebenwerda
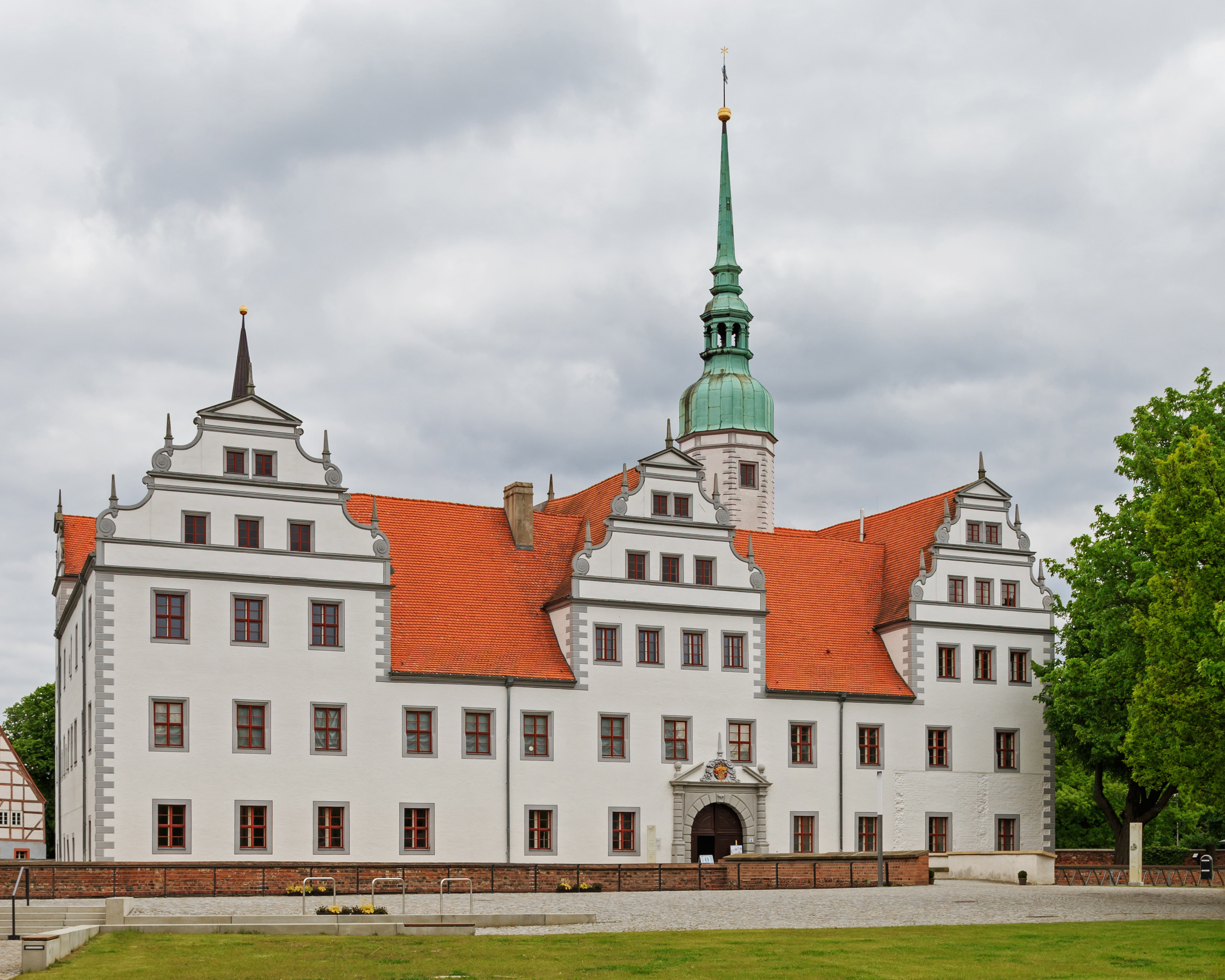
Doberlug
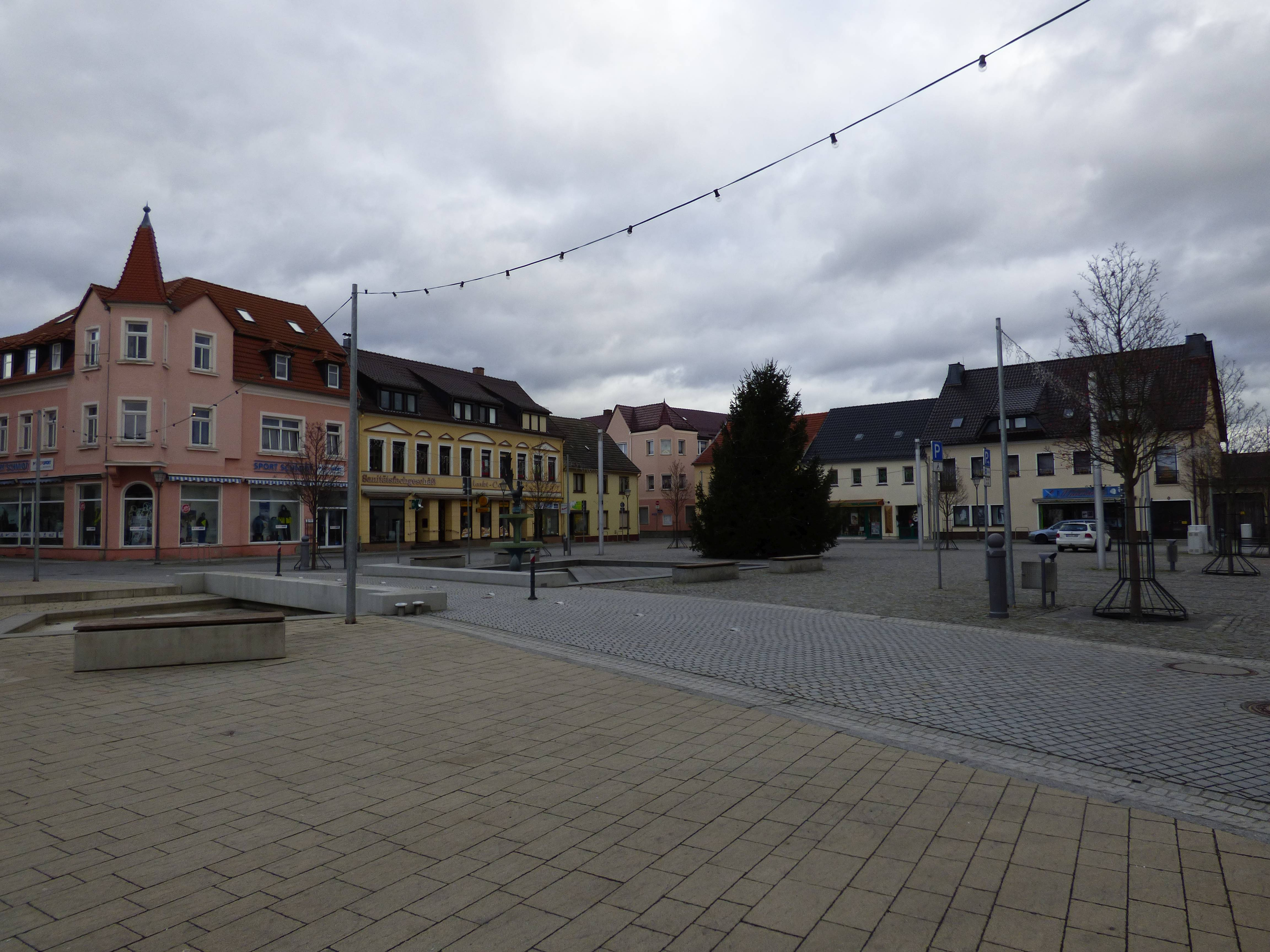
Elsterwerda
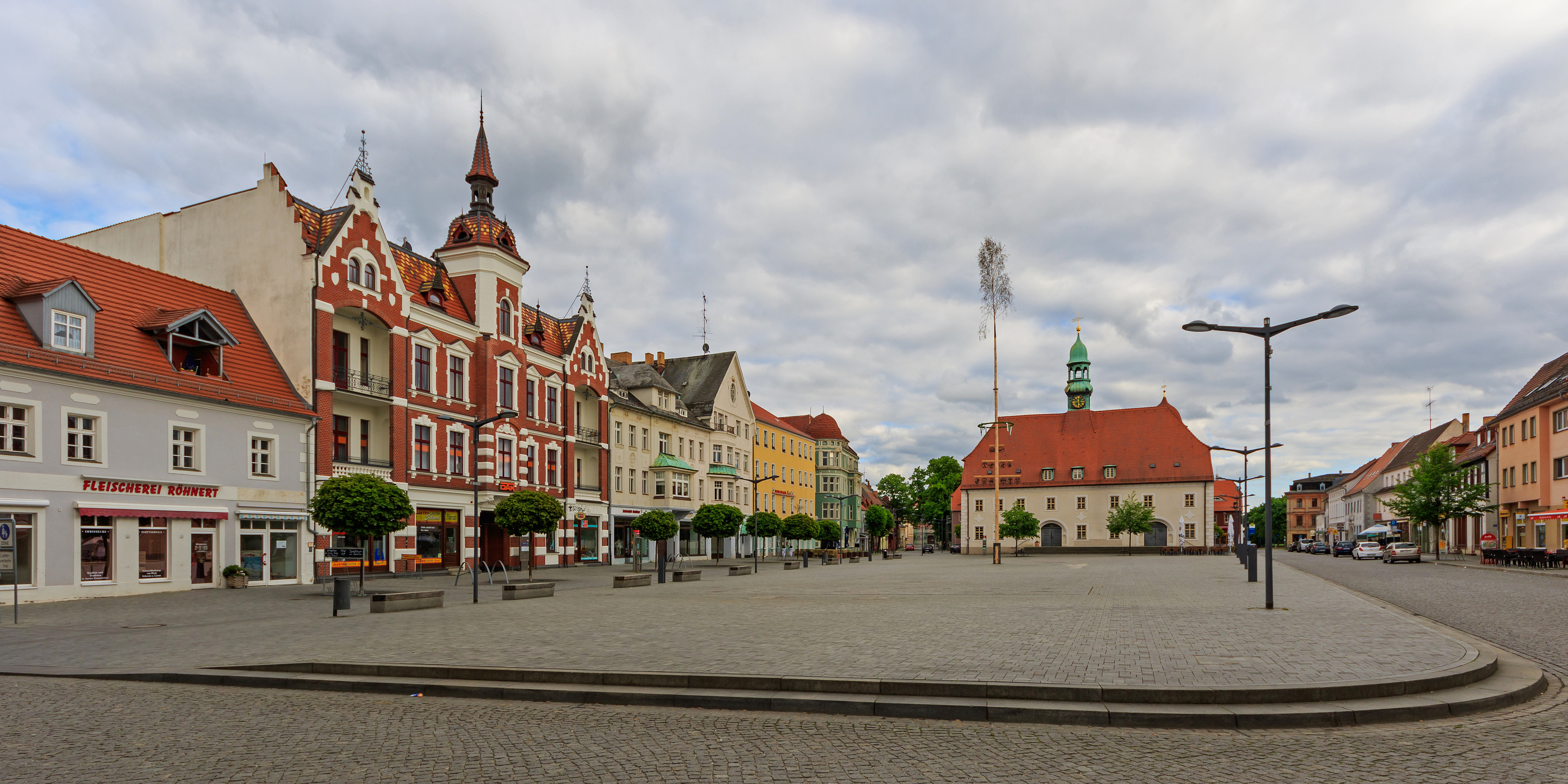
Finsterwalde
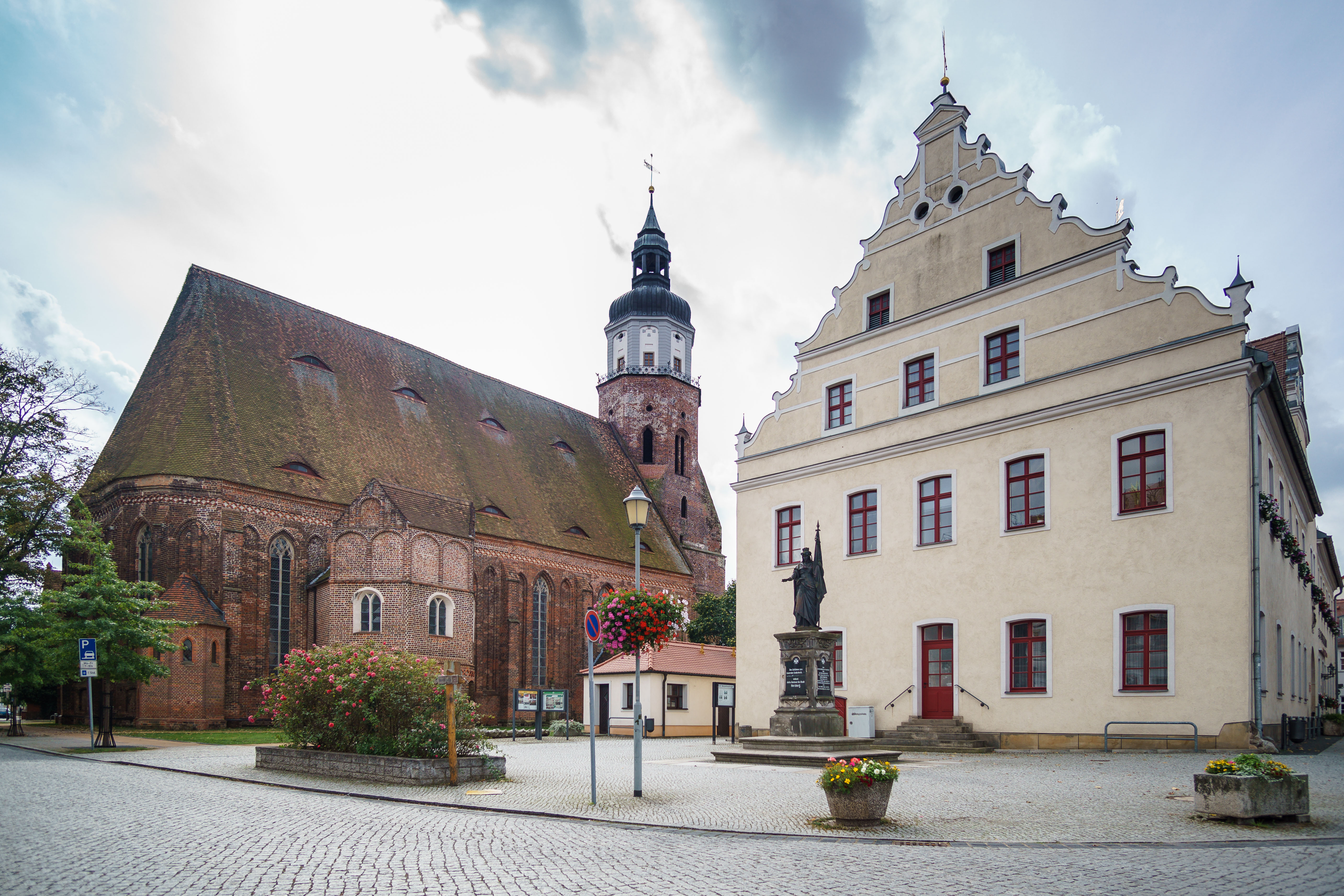
Herzberg
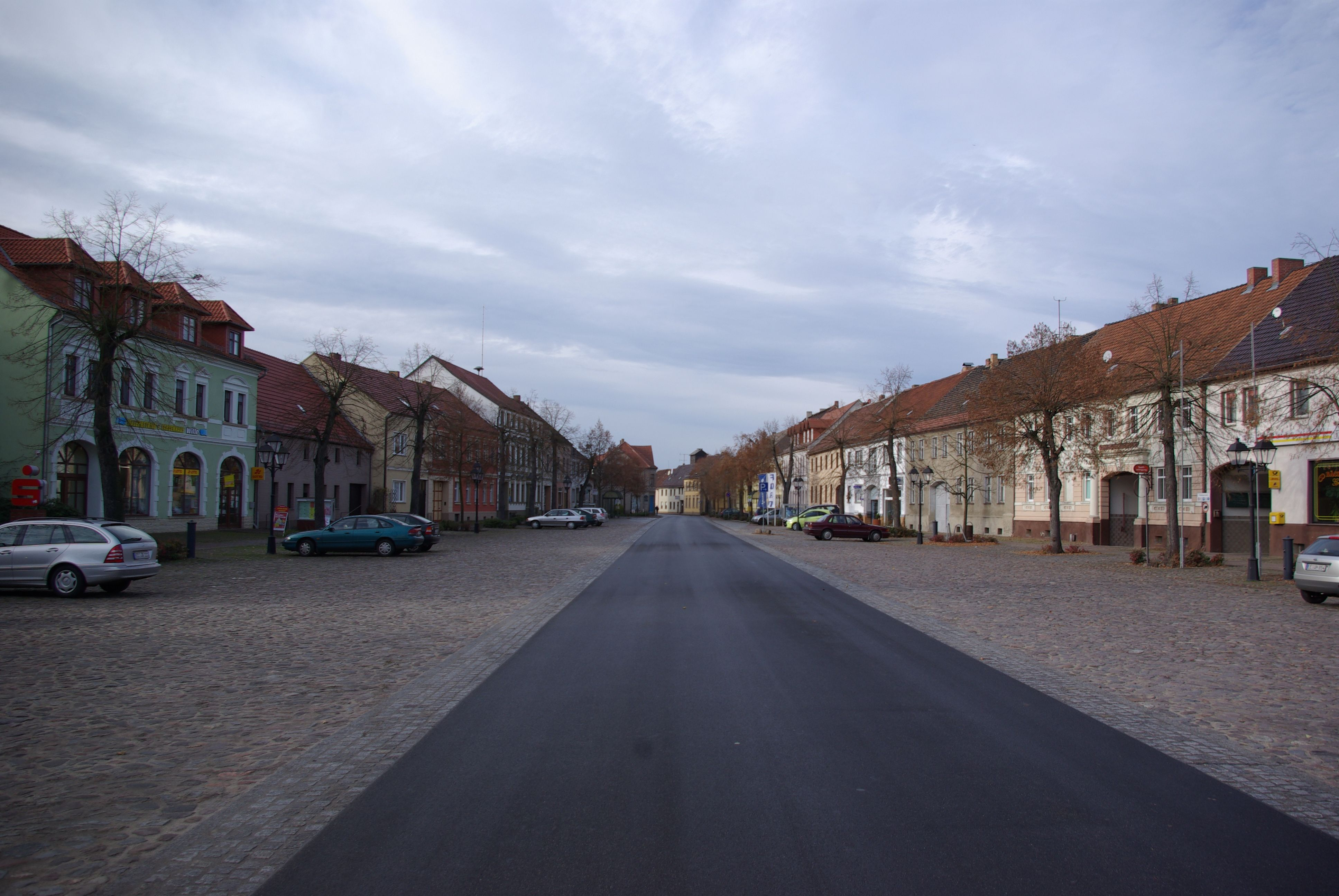
Schönewalde

## Geschichte
Der Landkreis Elbe-Elster entstand am 6. Dezember 1993 im Zuge der Kreisreform in Brandenburg aus den ehemaligen (Land)-Kreisen Finsterwalde, Bad Liebenwerda und Herzberg, ohne die Gemeinde Schöna-Kolpien des Amtes Dahme/Mark.
Am 25. Mai 2009 erhielt der Landkreis den von der Bundesregierung verliehenen Titel „Ort der Vielfalt“.
Das heutige Kreisgebiet unterlag einer wechselvollen Geschichte und vereint heute verschiedene Kultur- und Sprachräume miteinander. Es besteht vor allem ein kulturhistorischer Kontrast zwischen den Gebieten der Westniederlausitz um Finsterwalde und Doberlug-Kirchhain und den ehemals kursächsischen, später preußischen (Provinz Sachsen), aber vormals nie brandenburgischen Territorien im Norden, Westen und Süden des Kreises.

## Bevölkerungsentwicklung
| Jahr | Einwohner |
| ---- | --------- |
| 1993 | 139.058   |
| 1995 | 136.889   |
| 2000 | 131.161   |
| 2005 | 122.031   |
| 2010 | 111.975   |
| 2015 | 104.673   |

| Jahr | Einwohner |
| ---- | --------- |
| 2020 | 101.085   |
| 2021 | 100.317   |
| 2022 | 099.684   |
| 2023 | 098.750   |
| 2024 | 097.967   |

 Gebietsstand und Einwohnerzahl am 31. Dezember des jeweiligen Jahres, ab 2011 auf Basis des Zensus 2011, ab 2022 auf Basis des Zensus 2022

## Politik

### Kreistag
- Linke: 2
- BVG: 2
- SPD: 5
- Grüne: 1
- LUN: 5
- LWG: 1
- HZ: 1
- UWG: 3
- EB Oecknigk: 1
- BVB/FW: 3
- FDP: 1
- CDU: 11
- AfD: 14

Die 50 Sitze im Kreistag verteilen sich seit der Wahl am 9. Juni 2024 wie folgt auf Parteien und Wählergruppen:
| Partei/Gruppierung                                | Stimmen 2019 | Stimmen 2024 |  | Sitze 2019 | Sitze 2024 |
| ------------------------------------------------- | ------------ | ------------ |  | ---------- | ---------- |
| AfD                                               | 17,3 %       | 27,5 %       |  | 9          | 14         |
| CDU                                               | 25,0 %       | 22,2 %       |  | 13         | 11         |
| SPD                                               | 12,4 %       | 10,4 %       |  | 6          | 5          |
| Wählergruppe Landwirtschaft und Natur Elbe-Elster | 8,7 %        | 9,8 %        |  | 4          | 5          |
| Unabhängige Wählergemeinschaft Elbe-Elster        | 6,7 %        | 6,7 %        |  | 3          | 3          |
| BVB/Freie Wähler                                  | 4,7 %        | 6,4 %        |  | 2          | 3          |
| Die Linke                                         | 10,2 %       | 4,8 %        |  | 5          | 2          |
| Bündnis Vernunft und Gerechtigkeit                | –            | 3,1 %        |  | –          | 2          |
| Ländliche Wählergruppe Kreisstadt Herzberg        | 3,0 %        | 2,1 %        |  | 2          | 1          |
| Wählergruppe Herzberg zählt                       | 2,1 %        | 2,1 %        |  | 1          | 1          |
| FDP                                               | 3,4 %        | 2,0 %        |  | 2          | 1          |
| Bündnis 90/Die Grünen                             | 3,5 %        | 1,9 %        |  | 2          | 1          |
| Einzelbewerber Michael Oecknigk                   | –            | 0,9 %        |  | –          | 1          |
| Bürger für Finsterwalde                           | 2,0 %        | –            |  | 1          | –          |
| Die Heimat (2019: NPD)                            | 0,9 %        | –            |  | –          | –          |

### Landrat
- 1994–2002: Walter Kroker (CDU)
- 2002–2010: Klaus Richter (SPD)
- seit 2010: Christian Jaschinski (CDU)

Jaschinski unterlag in der Landratsstichwahl am 24. Januar 2010 seiner Mitbewerberin Iris Schülzke (parteilos), die 51,4 % der gültigen Stimmen erreichte Allerdings verfehlte sie durch die geringe Wahlbeteiligung von 25,1 % das erforderliche Quorum von 15 % der Wahlberechtigten. Infolgedessen hatte der Kreistag zu entscheiden. Er wählte Jaschinski am 29. März 2010 entsprechend § 72 (3) des Brandenburgischen Kommunalwahlgesetzes für acht Jahre zum Landrat.
In der Landratswahl am 22. April 2018 wurde Jaschinski mit 52,1 % der gültigen Stimmen für weitere acht Jahre in seinem Amt bestätigt.

### Wappen
Dem Landkreis Elbe-Elster ist am 24. April 1995 das Recht zur Führung eines Wappens verliehen worden.
Blasonierung: „Im gevierteilten Schild oben vorn neunmal von Gold und Schwarz geteilt, hinten in Silber ein goldbewehrter rückschauender roter Stier; unten vorn in Gold ein rotbewehrter und rotgezungter, aufgerichteter schwarzer Löwe, hinten neunmal von Rot und Silber geteilt.“
Bei dem goldbewehrten rückschauenden roten Stier handelt es sich um den niederlausitzischen Stier (auch Luckauer Stier). Beim rotbewehrten und rotgezungten, aufgerichteten schwarzen Löwen um den meißnischen Löwen. Beide gehen gemeinsam in dieselbe Richtung, wachsam nach allen Seiten. Die schwarzen und goldenen Streifen gehen zurück auf das Herzogtum Sachsen-Wittenberg des späten 12. Jahrhunderts. Die roten und silbernen Streifen stehen für das brandenburgische Wappen, da 1815 die sächsischen Ämter Doberlug und Finsterwalde, sowie die Standesherrschaft Sonnewalde, welche unter sächsischer Lehnshoheit stand, 1815 der Provinz Brandenburg in den Kreis Luckau zur Niederlausitz, der sie bis in das 15. Jahrhundert bereits angehörten, zugegliedert wurden.
Die Wappen der Ämter, Städte und Gemeinden des Landkreises findet man in der Liste der Wappen im Landkreis Elbe-Elster.

### Dienstsiegel
„Das Dienstsiegel enthält das Wappen des Landkreises Elbe-Elster und führt oberhalb des Wappens in Großbuchstaben die Umschrift: LANDKREIS Elbe-Elster.“
(§ 2 Abs. 1 der Hauptsatzung)

### Flagge
„Der Landkreis führt eine von Schwarz und Gold geteilte Flagge. Die Farben der Flagge sind aus den sächsischen des Wappens abgeleitet. Die Flagge ist sowohl bei senkrechter wie waagerechter Aufhängung senkrecht geteilt und trägt das Wappen so, dass die Spaltlinie des Schildes auf die Farbtrennungslinie zu liegen kommt.“
(§ 2 Abs. 3 der Hauptsatzung)

## Verkehr
Durch den Landkreis Elbe-Elster verlaufen folgende Verkehrswege:
- Bundesstraßen: B 87, B 96, B 101, B 169, B 182, B 183, B 187
- Wasserstraßen: Elbe
- Bahnstrecken: Berlin–Dresden, Halle–Cottbus, Finsterwalde–Luckau, Jüterbog–Röderau, Neuburxdorf–Mühlberg, Węgliniec–Roßlau
- Es verlaufen keine Autobahnen über das Kreisgebiet

## Kultur und Sehenswürdigkeiten

### Regelmäßige Feste und Veranstaltungen
- Rothsteiner Felsenfest
- Schliebener Moienmarkt
- Finsterwalder Sängerfest
- Frühlingsfest Elsterwerda
- Tierparkfest (Herzberg (Elster))
- Herzberger Teleskoptreffen

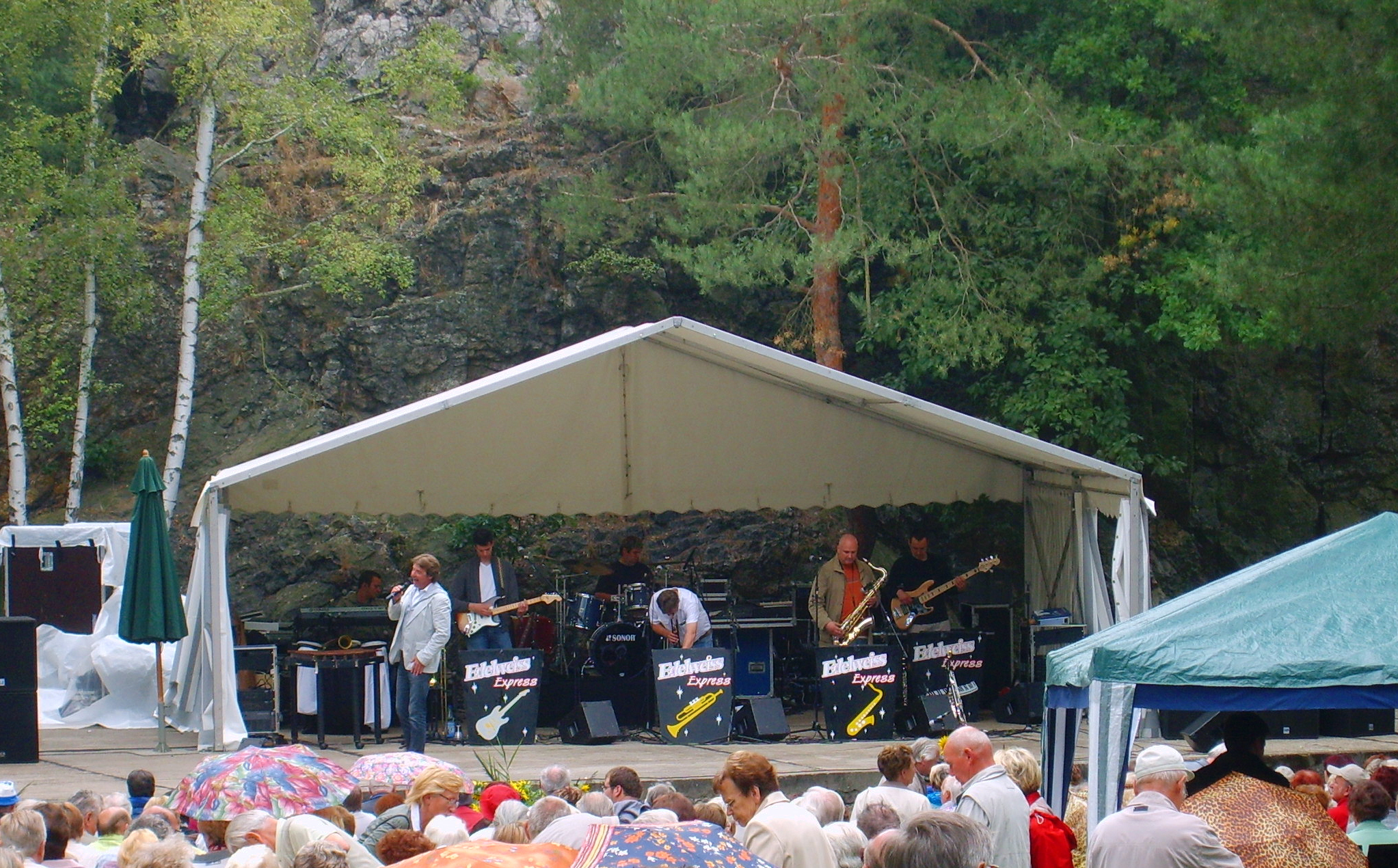
Freilichtbühne vor dem Rothsteiner Felsen während des Felsenfestes

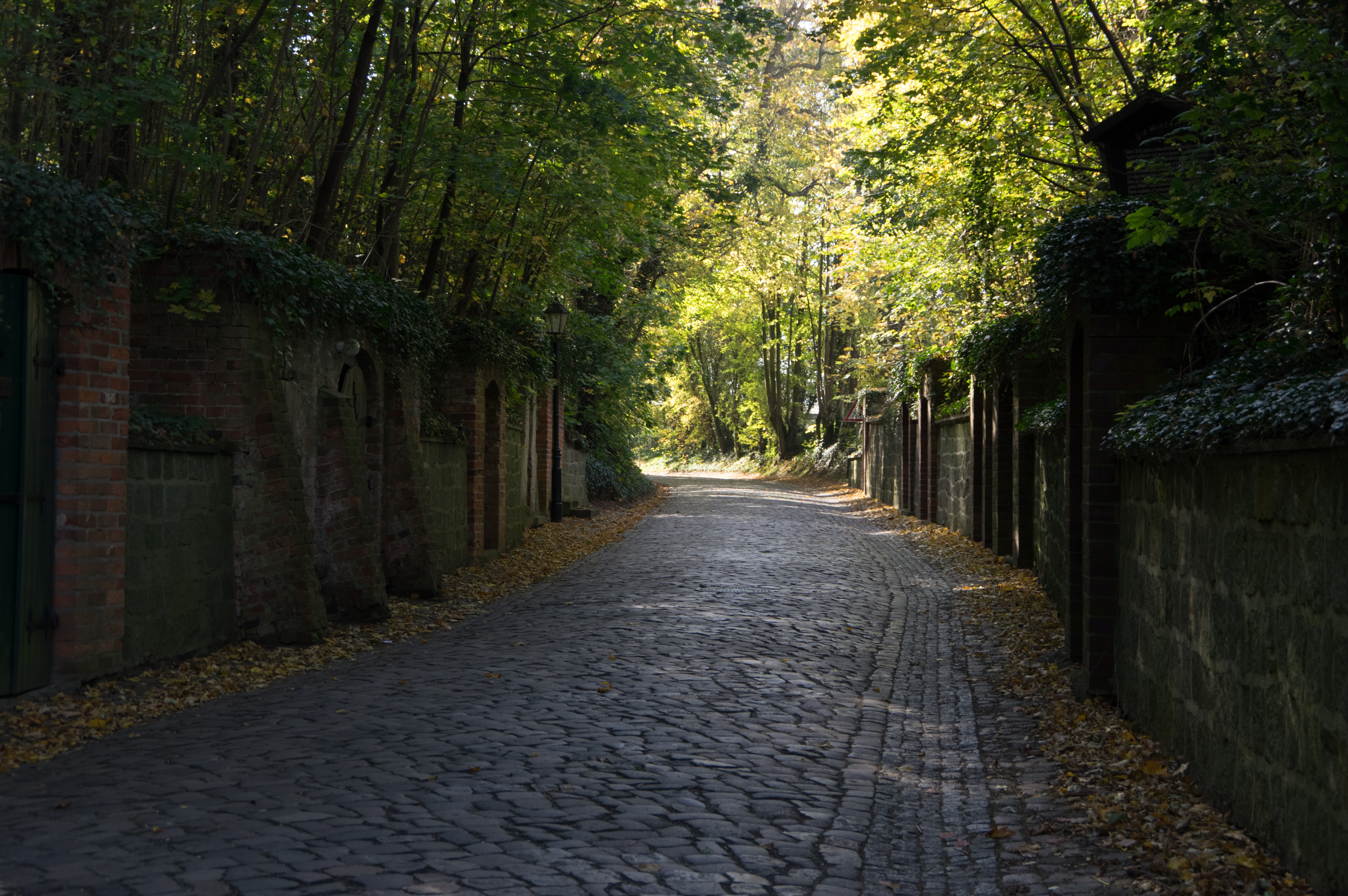
Einige unter Denkmalschutz leerstehende Weinkeller in Schlieben werden zum Moienmarkt jährlich geöffnet

- Großer Herzberger Bauernmarkt (Herzberg (Elster))
- Oktoberfest München (Elster)
- Strandfest am Kiebitzer See
- Historische Einkaufsnacht Elsterwerda
- Internationales Puppentheaterfestival im Elbe-Elster-Land
- Internationales Musikfest Hirschfeld
- Schlauchbootrennen in Bad Liebenwerda
- Bauernmarkt in Prestewitz
- Elsterlauf in Bad Liebenwerda
- Brunnenfest der Mineralquellen Bad Liebenwerda
- Motocrossrennen in Maasdorf und Kröbeln
- Teichfahren in Ossak
- Lindenblütenfest in Lindena
- Offene Gärten Elbe-Elster-Land[14]
- Dorffest mit Teichfahren in Kolochau
- Garbenfest und Kürbisfest von der Interessengemeinschaft Historisches Feld in Kolochau[15]
- Internationales Puppentheaterfestival im Elbe-Elster-Land
- LiteraTour zwischen Elbe und Elster
- Kreisheimakundetag

### Museen

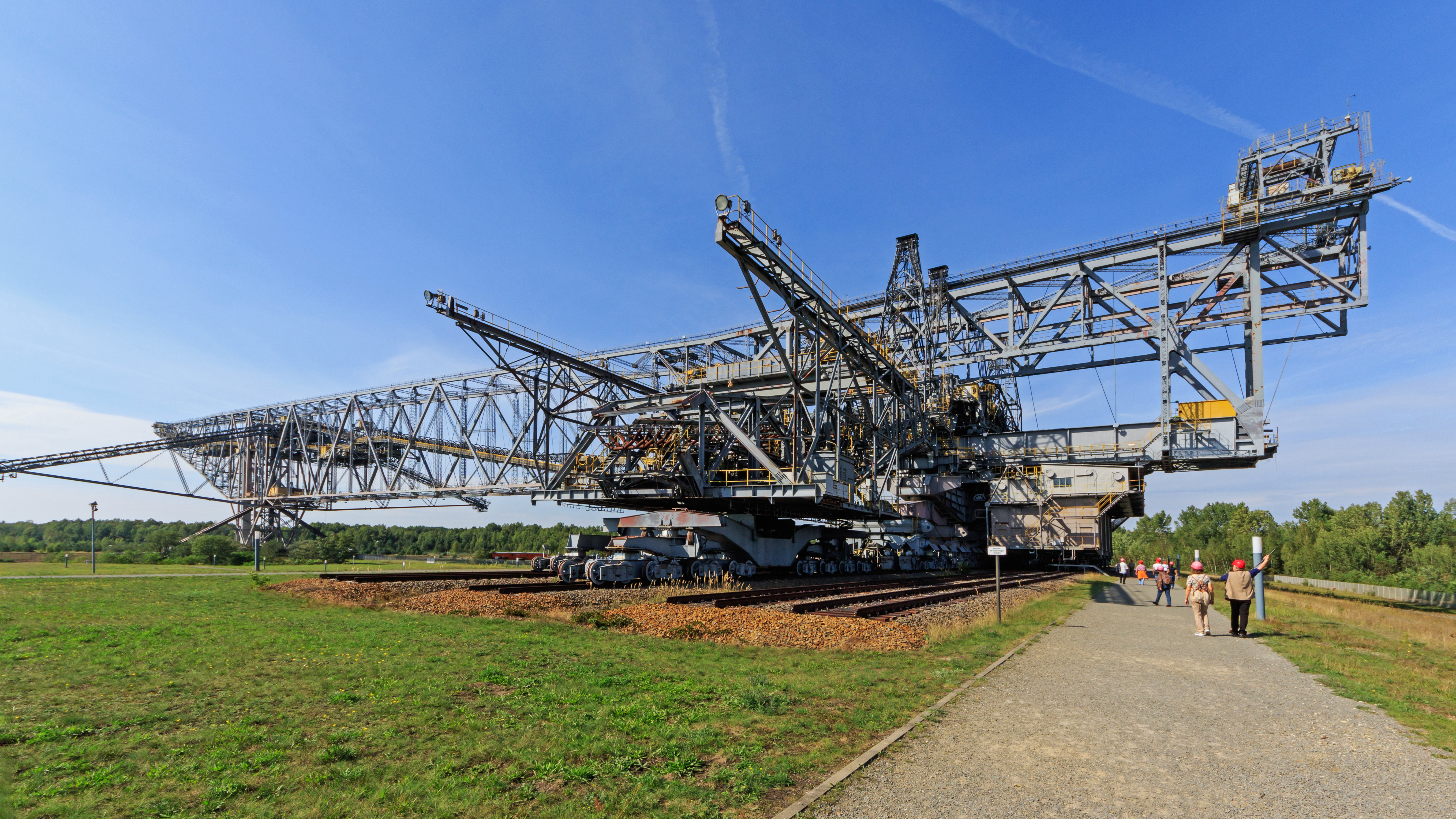
Besucherbergwerk F60

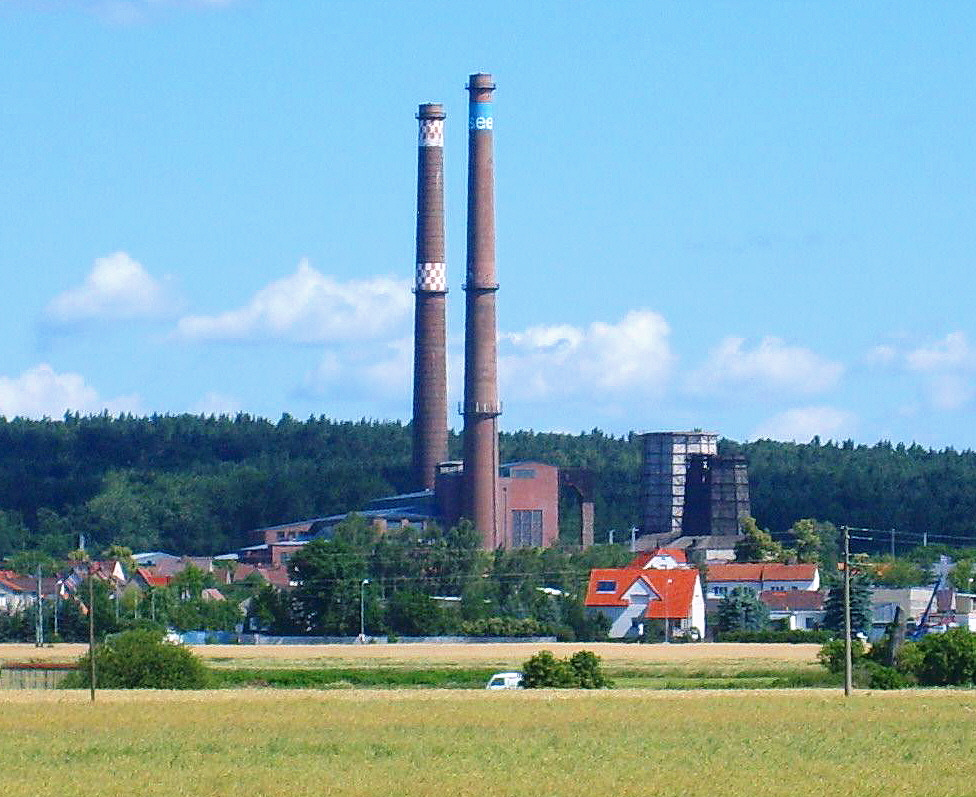
Erlebnis-Kraftwerk Plessa

- Besucherbergwerk Abraumförderbrücke F60 in Lichterfeld
- Niederlausitzer Museumseisenbahn
- Brikettfabrik Louise in Domsdorf
- Kraftwerk Plessa
- Kreismuseen in Bad Liebenwerda und Finsterwalde
- Feuerwehrmuseum Finsterwalde
- Weißgerbermuseum Doberlug-Kirchhain
- Stadtmuseum Mühlberg
- Bauernmuseum Lindena
- Kunst&Archiv von Hans-Peter Klie in Kolochau[16][17]

### Geschichtsdenkmale

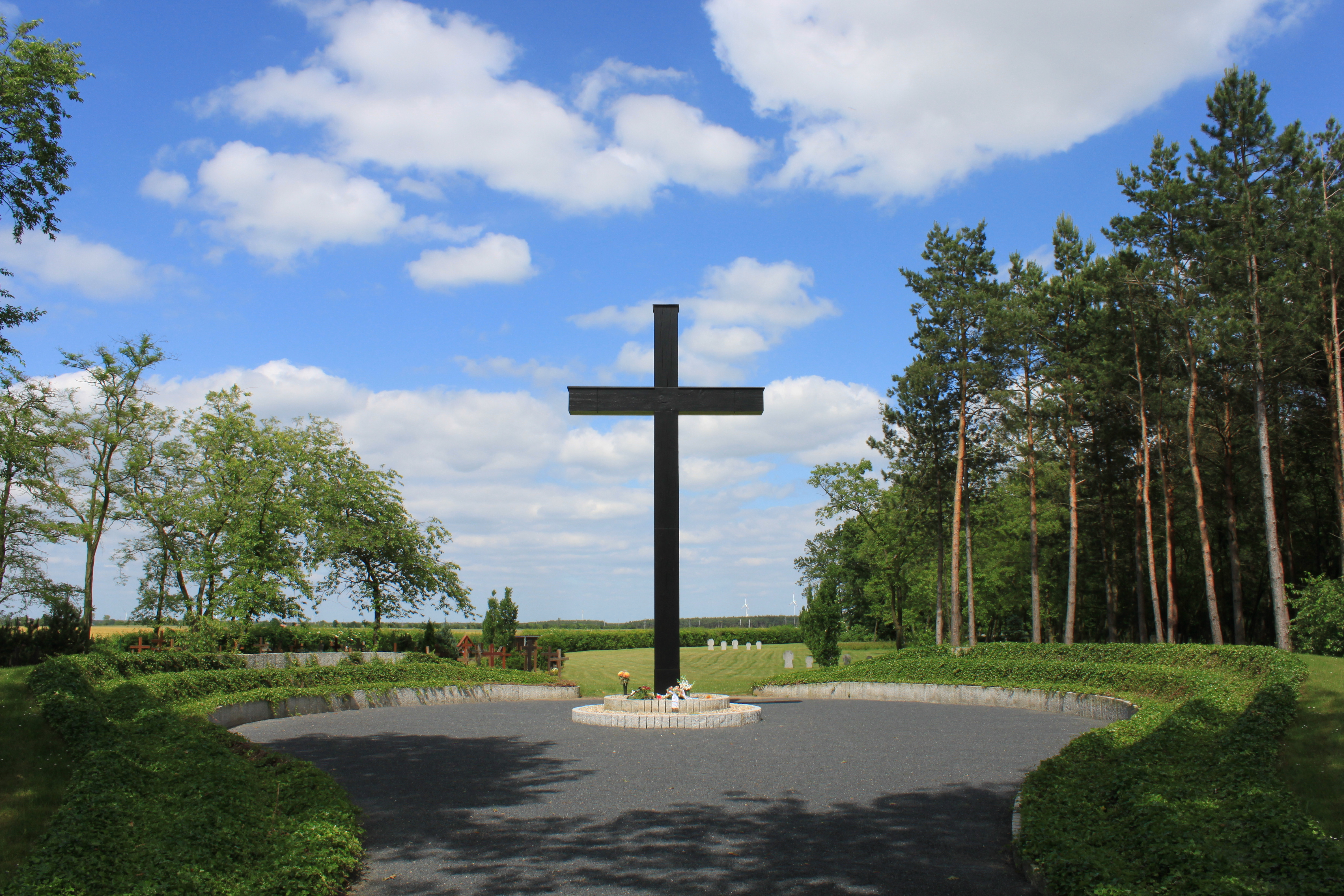
Gräberfeld neben dem ehemaligen Lager Mühlberg

- Gedenkstätte zur Erinnerung an das Kriegsgefangenenlager Stalag IV-B und das ihm folgende Speziallager Nr. 1 Mühlberg bei Neuburxdorf
- Jüdischer Friedhof und weitere Gedenkstätten in Tröbitz zur Erinnerung an die Opfer des Verlorenen Zuges
- Gedenkstätte zur Erinnerung an das Außenlager Schlieben des Konzentrationslagers Buchenwald

### Schutzgebiete
Im Landkreis befinden sich 26 ausgewiesene Naturschutzgebiete (Stand Februar 2017).

### Naturdenkmale
Siehe Liste der Naturdenkmale im Landkreis Elbe-Elster

## Kfz-Kennzeichen
Am 1. Januar 1994 wurde dem Landkreis das Unterscheidungszeichen EE zugewiesen und wird seitdem ausgegeben. Aufgrund der Kennzeichenliberalisierung sind seit dem 2. April 2013 zudem die Unterscheidungszeichen FI (Finsterwalde), seit dem 29. Mai 2013 auch LIB (Bad Liebenwerda) erhältlich. Das Kennzeichen HZ (Herzberg) wurde inzwischen dem Landkreis Harz zugewiesen.

## Eingliederungen und Zusammenschlüsse von Gemeinden
In der Tabelle sind die Eingliederungen und Zusammenschlüsse von Gemeinden seit der Bildung des Landkreises am 5. Dezember 1993 erfasst
| Gemeinde                | Datum      | Eingliederung von | nach                    | Zusammenschluss von                                                                         | zu                      |
| ----------------------- | ---------- | --- | ----------------------- | ------------------------------------------------------------------------------------------- | ----------------------- |
| Bad Liebenwerda         | 06.12.1993 | Dobra Kosilenzien Kröbeln Lausitz Maasdorf Möglenz Neuburxdorf Oschätzchen Prieschka Thalberg Theisa Zeischa Zobersdorf | Bad Liebenwerda         |                                                                                             |                         |
| Crinitz                 | 26.10.2003 | Gahro | Crinitz                 |                                                                                             |                         |
| Doberlug-Kirchhain      | 31.08.2001 | Dübrichen Hennersdorf Nexdorf Prießen Werenzhain                                                                        | Doberlug-Kirchhain      |                                                                                             |                         |
| Doberlug-Kirchhain      | 31.12.2001 | Buchhain | Doberlug-Kirchhain      |                                                                                             |                         |
| Doberlug-Kirchhain      | 26.10.2003 | Arenzhain Lugau Trebbus                                                                                                 | Doberlug-Kirchhain      |                                                                                             |                         |
| Elsterwerda             | 06.12.1993 | Kraupa | Elsterwerda             |                                                                                             |                         |
| Falkenberg/Elster       | 31.12.2001 | Beyern Großrössen Kölsa Rehfeld                                                                                         | Falkenberg/Elster       |                                                                                             |                         |
| Falkenberg/Elster       | 26.10.2003 | Schmerkendorf | Falkenberg/Elster       |                                                                                             |                         |
| Fichtwald               | 31.12.2001 | |                         | Hillmersdorf Naundorf Stechau                                                               | Fichtwald               |
| Finsterwalde            | 06.12.1993 | Sorno | Finsterwalde            |                                                                                             |                         |
| Gorden-Staupitz         | 31.12.2001 | |                         | Gorden Staupitz                                                                             | Gorden-Staupitz         |
| Heideland               | 31.12.2001 | |                         | Eichholz-Drößig Fischwasser                                                                 | Heideland               |
| Herzberg (Elster)       | 31.12.2001 | Arnsnesta Borken Buckau Fermerswalde Friedersdorf Gräfendorf Löhsten Mahdel Osteroda Rahnisdorf Züllsdorf               | Herzberg (Elster)       |                                                                                             |                         |
| Hohenbucko              | 31.12.2001 | |                         | Hohenbucko Proßmarke                                                                        | Hohenbucko              |
| Kremitzaue              | 31.12.2001 | |                         | Kolochau Malitschkendorf Polzen                                                             | Kremitzaue              |
| Lebusa                  | 15.12.2001 | |                         | Freileben Körba Lebusa                                                                      | Lebusa                  |
| Lichterfeld-Schacksdorf | 31.12.1997 | |                         | Lichterfeld Schacksdorf                                                                     | Lichterfeld-Schacksdorf |
| Lichterfeld-Schacksdorf | 31.12.1998 | Lieskau | Lichterfeld-Schacksdorf |                                                                                             |                         |
| Massen-Niederlausitz    | 31.12.1997 | |                         | Babben Betten Lindthal Massen                                                               | Massen-Niederlausitz    |
| Massen-Niederlausitz    | 31.12.2001 | Gröbitz Ponnsdorf | Massen-Niederlausitz    |                                                                                             |                         |
| Mühlberg/Elbe           | 31.08.2001 | |                         | Altenau Brottewitz Fichtenberg Koßdorf Martinskirchen Mühlberg/Elbe                         | Mühlberg/Elbe           |
| Plessa                  | 31.12.2001 | Döllingen Kahla | Plessa                  |                                                                                             |                         |
| Röderland               | 26.10.2003 | |                         | Haida Prösen Reichenhain Saathain Stolzenhain an der Röder Wainsdorf                        | Röderland               |
| Rückersdorf             | 31.12.2001 | |                         | Oppelhain Rückersdorf                                                                       | Rückersdorf             |
| Sallgast                | 31.12.1997 | |                         | Dollenchen Sallgast                                                                         | Sallgast                |
| Sallgast                | 26.10.2003 | Göllnitz | Sallgast                |                                                                                             |                         |
| Schlieben               | 01.11.2001 | |                         | Frankenhain Jagsal Oelsig Schlieben Wehrhain Werchau                                        | Schlieben               |
| Schönborn               | 27.09.1998 | |                         | Gruhno Lindena Schadewitz Schönborn                                                         | Schönborn               |
| Schönewalde             | 31.12.1998 | |                         | Ahlsdorf Brandis Stolzenhain                                                                | Heideeck                |
| Schönewalde             | 31.12.1998 | |                         | Bernsdorf Dubro Grassau Jeßnigk                                                             | Themesgrund             |
| Schönewalde             | 31.12.1998 | |                         | Knippelsdorf Wiepersdorf Wildenau                                                           | Wildberg                |
| Schönewalde             | 31.12.2001 | |                         | Heideeck Themesgrund Wildberg Schönewalde                                                   | Schönewalde             |
| Sonnewalde              | 27.09.1998 | |                         | Münchhausen Schönewalde                                                                     | Münchhausen             |
| Sonnewalde              | 01.05.2002 | |                         | Bahren Brenitz Friedersdorf Goßmar Großkrausnik Kleinkrausnik Pahlsdorf Sonnewalde Zeckerin | Sonnewalde              |
| Sonnewalde              | 26.10.2003 | Breitenau Münchhausen                                                                                                   | Sonnewalde              |                                                                                             |                         |
| Uebigau-Wahrenbrück     | 27.09.1998 | Beiersdorf Beutersitz Bönitz Domsdorf Kauxdorf Marxdorf Prestewitz Rothstein Saxdorf Wildgrube Winkel                   | Wahrenbrück             |                                                                                             |                         |
| Uebigau-Wahrenbrück     | 31.12.1998 | Langennaundorf | Uebigau                 |                                                                                             |                         |
| Uebigau-Wahrenbrück     | 31.12.2001 | Bahnsdorf Drasdo Uebigau Wiederau                                                                                       | Wahrenbrück             |                                                                                             |                         |

Wahrenbrück wurde am 1. Januar 2002 in Uebigau-Wahrenbrück umbenannt.
Am 1. Januar 2020 schlossen sich Bad Liebenwerda, Falkenberg/Elster, Mühlberg/Elbe und Uebigau-Wahrenbrück zur Verbandsgemeinde Liebenwerda zusammen.

## Sonstiges
Im Landkreis Elbe-Elster treffen die brandenburgischen Mundarten auf die obersächsischen Mundarten aus den angrenzenden Bundesländern. In den Dörfern des nördlichen Kreisgebietes trifft man gelegentlich noch auf Flämisch Platt, einer niederdeutschen Mundart, während im Süden bereits ein ausgeprägtes Obersächsisch vorherrscht.
Die besondere Situation kann gegebenenfalls zu Verwechslungen über die Herkunft des Sprechers, besonders im übrigen Brandenburg, führen.